# Chela
Chela és un gènere de peixos de la família dels ciprínids i de l'ordre dels cipriniformes.

## Taxonomia
- Chela cachius (Hamilton, 1822)
- Chela caeruleostigmata (Smith, 1931)
- Chela dadiburjori (Menon, 1952)[2]
- Chela fasciata (Silas, 1958)
- Chela laubuca (Hamilton, 1822)
- Chela maassi (Weber & de Beaufort, 1912)[3][4][5][6][7][8][9]